# Aglef Püschel
Aglef Püschel (* 1964 in Oldenburg) ist ein deutscher Drehbuchautor.

## Leben
Nach seinem Abitur 1983 in Bad Zwischenahn studierte Aglef Püschel Musiktheaterregie in Hamburg, was er 1989 mit einem Diplom abschloss. Für ein Jahr arbeitete er 1994 als story liner, editor, Dialogautor und script editor für die auf RTLplus ausgestrahlte Daily-Soap Gute Zeiten, schlechte Zeiten. Mit dem von Anna Justice inszenierten Kinofilm Tut mir leid wegen gestern debütierte Püschel 1997 als Drehbuchautor. Allerdings konnte er sich erst ab Mitte der 2000er Jahre als Drehbuchautor etablieren. In den letzten Jahren wurden vermehrt Fernsehfilme wie Küss Dich Reich, Ein vorbildliches Ehepaar und Unter Umständen verliebt nach seinen Drehbüchern gedreht.

## Filmografie (Auswahl)
- 1997: Tut mir leid wegen gestern
- 2004: Stromberg (Fernsehserie, eine Folge)
- 2010: Küss Dich Reich
- 2010: Mein Song für dich
- 2010–: In aller Freundschaft (Fernsehserie)
- 2012: Ein vorbildliches Ehepaar
- 2012: Im Brautkleid meiner Schwester
- 2012: Unter Umständen verliebt
- 2014: 16 über Nacht! (Fernsehfilm)
- 2018–2019: Alles oder Nichts (Fernsehserie)